# Hydrogen Energy
Hydrogen Energy é uma joint venture criada pela BP e pela Rio Tinto, em maio de 2007, para o desenvolvimento de projetos de produção de energia com baixas emissões. 